# Bulbophyllum nocturnum
Bulbophyllum nocturnum (лат.) — вид однодольных цветковых растений рода Бульбофиллюм (Bulbophyllum) семейства Орхидные (Orchidaceae). Впервые описан группой нидерландских ботаников в 2011 году.
Необычная особенность Bulbophyllum nocturnum заключается в том, что это единственный известный вид орхидей, раскрывающийся и цветущий исключительно в ночное время. В 2012 году таксон вошёл в список десяти самых замечательных видов по версии Международного института по исследованию видов (США).

## Распространение и среда обитания
Эндемик Папуа — Новой Гвинеи, встречающийся только на острове Новая Британия.
Растёт в тропических лесах на высоте 240—300 метров над уровнем моря.

## Ботаническое описание
Эпифитное растение.
Корневище длиной до 15 см, имеет псевдобульбу с листьями овальной формы размером до 6×3 см.
Цветки около 2,5 см диаметром с мелкими лепестками, окружены тремя узкими чашелистиками желтовато-зелёного цвета и красными у основания; губа тёмно-красная, колонка жёлтая с красноватым оттенком. Цветки имеют причудливые нитевидные придатки серого цвета, внешне напоминающие некоторые виды миксомицетов, которыми питаются потенциальные опылители. Не менее важным для привлечения последних является и запах этого вида, не чувствуемый человеком, но ощущаемый и привлекательный для мелких насекомых. Пока неизвестно, кто именно опыляет это растение, однако, скорее всего, опылителями выступают мелкие ночные мухи, так как неправильная форма цветка этого вида бульбофиллюмов не подходит для опыления бабочками.
Цветёт Bulbophyllum nocturnum только ночью, последовательно распускаясь начиная с десяти часов вечера и закрываясь вскоре по восходу солнца, после чего цветки увядают. С чем связан именно такой цикл цветения, пока неясно. Поскольку наблюдения за цветением проводились в условиях неволи, неизвестно также, являются ли цветки более «живучими» в дикой природе. Это первый и единственный из известных видов семейства Орхидные, имеющий именно такой цикл раскрытия своих цветков, хотя в целом у цветковых растений такое поведение не является редкостью.
Семена многочисленные, мелкие; они почти не имеют достаточных запасов энергии, чтобы прорасти самостоятельно, и поэтому для прорастания вступают в симбиотические отношения с мелкими грибками.

## Охрана
В настоящее время Международный союз охраны природы не обладает достаточными данными о состоянии популяции растения, хотя очевидно, что в природе оно встречается ограниченно. Участки ареала Bulbophyllum nocturnum официально открыты для лесозаготовок, что может быть губительно для вида. Исследователи собираются добиться у властей Папуа — Новой Гвинеи отзыва лицензии у лесозаготовительной компании для работы в районе его произрастания. Вводятся меры, ограничивающие международную торговлю растением.
Предпринимаются попытки культивирования необычной ночной орхидеи. В настоящее время её образцы выращиваются в ботаническом саду Лейдена (Нидерланды).